# Copiphora longicauda
Copiphora longicauda är en insektsart som beskrevs av Jean Guillaume Audinet Serville 1831. Copiphora longicauda ingår i släktet Copiphora och familjen vårtbitare. Inga underarter finns listade i Catalogue of Life.